# 이즈미구 (센다이시)
이즈미구(일본어: 泉区)는 일본 미야기현 센다이시를 구성하는 5개 구 중 하나이다. 구의 이름은 구 북서부에 있는 이즈미가타케(泉ヶ岳)에서 유래한다.
고도 경제 성장기 때부터 구릉부의 택지 개발이 서서히 진행되어 센다이시의 주택 지역으로 발전했고 이즈미시(1971년에 성립) 시대에 인구가 현내 2위까지 도달했다. 1988년에는 센다이시에 편입 합병되었고 이듬해인 1989년에 센다이시의 정령지정도시 지정과 함께 이즈미구가 되었다.
중심부는 에도 시대에 오슈 가도(센다이·마쓰마에도)의 역참 마을·나나키타주쿠를 기초로 발전해왔다. 이즈미시 시대에 그 서쪽의 논을 조성해 이즈미시청과 이즈미티 21 등 공공 시설이 지어졌지만 센다이시가 된 후인 1992년에 센다이시 지하철 난보쿠선이 이즈미추오역까지 연장되면서 크게 발전했고 이즈미추오 부도심 계획에 따라 상업 시설이 집약했다. 1997년에는 J리그 베갈타 센다이의 홈구장인 센다이 스타디움(현 유아텍 스타디움 센다이)이 완공되어 경기 개최일에는 1만 명이 넘는 관중이 유입된다.

## 지리
센다이시 북부에 있다. 구의 서반은 산지로 서북쪽에 이즈미가타케를 포함하고 거기서부터 흐르는 나나키타강이 구의 중심을 서쪽에서 동쪽으로 가로지른다. 동쪽은 낮은 구릉으로 나나키타강 북쪽은 마쓰시마 구릉, 남쪽은 나나키타 구릉으로 불린다. 이 양 구릉 사이로 나나키타강을 따라서 하안단구에 의한 평지가 동서로 펼쳐진다.
나나키타강가의 평지에서 시가화 구역으로 지정되어 있는 곳은 이즈미추오 부도심 주변(센다이시 지하철 난보쿠선 이즈미추오역~야오토메역)부터 국도 4호선·센다이 우회도로변 사이 정도이고 이외에는 논 등으로 이루어져 있다.

## 역사
- 1989년 4월 1일 - 센다이시가 정령지정도시로 지정되면서 이즈미구가 되었다.

## 교통

### 철도
- 센다이시 지하철 난보쿠선

### 도로
- 도호쿠 자동차도
- 국도 4호선
- 국도 457호선